# Тавларидис, Эфстафиос
Эфста́фиос (Ста́фис) Тавлари́дис (греч. Στάθης Ταυλαρίδης; род. 25 января 1980 года) — греческий футболист, защитник.

## Карьера
Он начал свою карьеру в «Ираклисе». В 21 год в 2001-м году был продан в «Арсенал» за 1 млн фунтов. Был отдан в аренду в футбольный клуб «Портсмут», где провел один год. Он сыграл восемь матчей за «Арсенал». Дебют в Премьер-лиге состоялся в сезоне 2002/03 против «Саутгемптона». В начале 2004 года он был отдан в аренду в «Лилль».
29 апреля он был продан из «Арсенала» в «Лилль». Тавларидис подписал с французским клубом четырехлетний контракт. За «Лилль» ему удалось сыграть в 12 играх. Несмотря на то, что он имел предложения от клубов Лиги 1, в частности от «Бордо», «Марселя» и «Монако», Тавларидис подписал трёхлетний контракт с «Сент-Этьеном» за € 2,5 млн, где ему дали номер 4. Тавларидис дебютировал за эту команду в высшей лиге Франции в матче против своего бывшего клуба «Лилля».
Тавларидис выдал отличный старт в сезоне 2007/08 забив свой первый гол за «Сент-Этьен». Позже, после первого своего матча в сезоне 2009/10 менеджером Ален Перреном был назначен капитаном команды. Всего Тавларидис сыграл 69 матчей в Лиге 1 и дважды забил.
30 апреля 2010 греческий футбольный клуб «Лариса» сообщил, что Тавларидис присоединился к команде бесплатно, поскольку его контракт с «Сент-Этьеном» истек. Он вернулся в Грецию после карьеры в Англии и Франции.  9 августа 2011 года, Тавларидис прекращается его контракт после вылета команды из футбольной лиги.
24 августа 2011 года Тавларидис подписал годичный контракт с «ОФИ». Однако, из-за финансовых трудностей клуба и нерегулярной выплаты, он решил покинуть клуб 24 апреля 2012 года. После сезона 2011/12 контракт был расторгнут.
2 июня 2012 года, Тавларидис подписал контракт с «Атромитосом».